# Earth and Planetary Science Letters
Earth and Planetary Science Letters, abgekürzt EPSL, ist eine englischsprachige Fachzeitschrift mit Peer-Review auf dem Gebiet der Geowissenschaften.

## Publikation
Earth and Planetary Science Letters besteht seit 1966 und wird von Elsevier veröffentlicht. Die Chefredakteure sind M. J. Bickle (University of Cambridge), J. Brodholt (University College London), B. A. Buffet (University of California, Berkeley), M. Frank (GEOMAR), B. Marty (École nationale supérieure de géologie), T. A. Mather (University of Oxford), P. Shearer (University of California, San Diego), C. Sotin (California Institute of Technology), H. Stoll (Universität Oviedo), D. Vance (ETH Zürich) und A. Yin (University of California, Los Angeles).

## Zielsetzung
Beiträge zu Earth and Planetary Science Letters sollen Forschungen zu physikalischen, chemischen und mechanischen Prozessen auf der Erde und anderen Planeten (einschließlich Exoplaneten) zum Thema haben. Ihre Bandbreite soll das tiefe Planeteninnere als auch den Aufbau der Atmosphären umschließen.

## Impact Factor
Gemäß den Journal Citation Reports hatte Earth and Planetary Science Letters im Jahr 2011 einen Impact Factor von 5,724 und im Jahr 2014 einen Impact Factor von 4,734.